# Tiráspol
Tiráspol (en moldavo: Тираспол; en ruso: Тирасполь; en ucraniano: Тираспіль) es la ciudad más poblada y capital de la parcialmente reconocida República Moldava Pridnestroviana (Transnistria). La ciudad está ubicada en la orilla oriental del río Dniéster.
La ciudad tenía en 1989 una población de alrededor de 190 000 personas. El 41% eran rusos, el 32% ucranianos y el 18% rumanos (en 1919 el 42% eran rumanos). La ciudad tiene varias industrias ligeras, entre ellas la elaboración de muebles y aparatos eléctricos.

## Historia
Los alrededores de Tiráspol (en griego antiguo: Τύρας Tyras - Dniéster, polis - ciudad) fueron una zona amortiguadora entre los tártaros y los rumanos, habitados por ambas etnias.
En 1792, después de que las conquistas del Imperio ruso llegaron al Dniéster, el ejército ruso construyó un baluarte en un viejo pueblo tártaro, Hagi-bei, como un puesto de guardia en la frontera occidental. Le pusieron el nombre por el nombre latino del Dniéster ("Tyras") donde lo construyeron.
En 1812, Rusia ya había conquistado la parte oriental de Moldavia (Besarabia) y llevó colonos rusos y ucranianos a los alrededores de Tiráspol. El 15 de junio de 1828 fue establecida la Casa de Aduanas en Tiráspol. Su misión era la represión del contrabando. Operaba con 14 empleados bajo el auspicio de la región aduanera de Odesa inspeccionando alimentos, aceite, papel y otros bienes. A mediados de siglo Tiráspol tenía una comunidad judía de 1.406 personas y hacia finales de siglo había crecido hasta 8.668 (27% de la población total). Además, en la ciudad había dos escuelas privadas judías segregadas por sexo.

### Período soviético

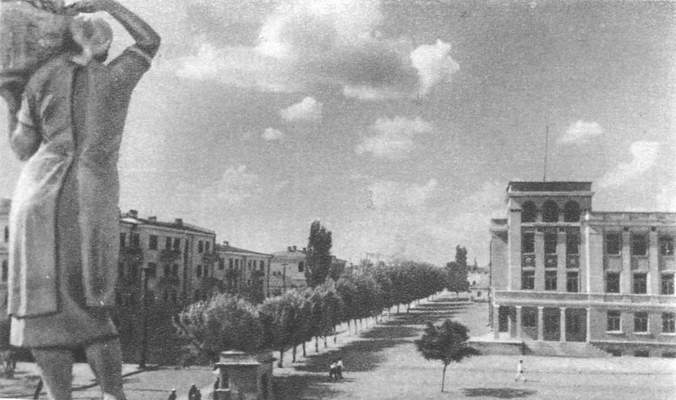
Calle Lenin

Los primeros soviets aparecieron el 8 de marzo de 1917, cuando se formó el Consejo Provisional de Diputados Obreros del distrito de Tiráspol. Después de la Primera Guerra Mundial, Rumania recibió Besarabia y la ciudad cambió de manos varias veces hasta que en 1920 se estableció el poder soviético. En 1924 Stalin creó la República Autónoma Socialista Soviética de Moldavia dentro de la RSS de Ucrania, con su capital en el pueblo de Balta. Su idioma oficial era el rumano y usaba el alfabeto latino. En 1929, Tiráspol se convirtió en la capital de la República Autónoma Socialista Soviética de Moldavia (hasta 1940).
En 1940, siguiendo las disposiciones del Pacto Ribbentrop-Mólotov, Alemania obligó a Rumania a ceder Besarabia a la URSS, región que fue sumada a la RASS de Moldavia, la cual fue rebautizada RSS de Moldavia, quedando Tiráspol integrada en la nueva república soviética.
La ciudad cayó bajo el dominio nazi en 1941, en la llamada Operación Barbarroja. La ciudad fue entregada al gobierno colaboracionista rumano. Durante la ocupación nazi, la mayoría de los judíos, el 29% de la población de la ciudad, fueron asesinados o deportados a campos de exterminio. Ese mismo año, el periódico Dnestróvskaya pravda fue fundado por el consejo municipal. Es el periódico más antiguo de la región.
En 1944 la Unión Soviética recuperó la ciudad, y volvió a formar parte de la RSS de Moldavia. La URSS mantuvo el estado castrado de la industria moldava, con Tiráspol casi como única excepción, debido a que ya era la ciudad más avanzada de Moldavia.
La última sinagoga fue cerrada en 1959. Se calcula que la población judía contaba con alrededor de 1.500 fieles.
Ya en 1989, y a causa de la Perestroika a finales de los años 1980, los obreros rusos de la ciudad tienen conflictos con la mayoría rumana.

### Independencia
Un referéndum declaró la independencia de la ciudad (la vecina ciudad de Bender hace lo mismo) el 27 de enero de 1990. Mientras el movimiento independentista de habla rusa aumentó de fuerza, los gobiernos locales se unieron para resistir las presiones del gobierno moldavo. El 2 de septiembre de ese mismo año, Tiráspol es la capital de la nueva República de Transnistria; después de la independencia moldava, el territorio al este del Dniéster oficialmente se declara así. Sin embargo, nadie lo reconoce.
El 6 de mayo de 2004, un grupo de desconocidos atacaron con un cóctel Molotov la nueva sinagoga, según el AEN. Un neonazi también echó un líquido combustible en la entrada del edificio al lado de la cañería de gas. El fuego fue apagado antes de que pudiera causar una explosión. Según Borís Azárov, el presidente de la ONG "Pro Europa", el ataque fue planeado por la organización ultranacionalista rusa Vítyaz, encabezada por el exoficial de la MGB Ruslán Pogorletsky. Vítyaz usa un símbolo semejante a una esvástica parecida a la utilizada por el partido ruso neonazi Unidad Nacional Rusa.
El 1 de julio de 2005 el Liceo "Lucian Blaga", una escuela secundaria con el rumano como idioma de enseñanza, fue inscrita como una ONG transnistria. La inscripción de 6 escuelas que usaban aquella lengua fue el sujeto de negociaciones desde el 2000. Las tensiones crecieron en el verano del 2004, cuando las autoridades transnistrias clausuraron las escuelas que enseñaban rumano con el alfabeto latino. Hubo sanciones y boicots a ambas orillas del Dniester.

## Geografía
Tiráspol se encuentra al sur de las llanuras de Europa del Este en la zona de la estepa. Tiráspol se encuentra lejos de las principales ciudades; alrededor de 105 km de Odesa y 75 km de Chisináu, con la que está conectado por carretera y ferrocarril. La ciudad está situada en la margen izquierda del río Dniéster, a 90 km de su confluencia con el limán del Dniéster.

### Clima
Tiráspol posee un clima húmedo continental, muy próximo a uno de tipo oceánico. Los veranos son suaves, con temperaturas medias de 21 °C entre julio y agosto. Los inviernos son fríos, con temperaturas que suelen caer bajo cero. Las precipitaciones suelen ser regulares durante el año, aunque se experimenta una mayor actividad entre junio y julio. En Tiráspol se recogen cerca de 500 mm en precipitaciones anuales.
| Parámetros climáticos promedio de Tiraspol | Parámetros climáticos promedio de Tiraspol | Parámetros climáticos promedio de Tiraspol | Parámetros climáticos promedio de Tiraspol | Parámetros climáticos promedio de Tiraspol | Parámetros climáticos promedio de Tiraspol | Parámetros climáticos promedio de Tiraspol | Parámetros climáticos promedio de Tiraspol | Parámetros climáticos promedio de Tiraspol | Parámetros climáticos promedio de Tiraspol | Parámetros climáticos promedio de Tiraspol | Parámetros climáticos promedio de Tiraspol | Parámetros climáticos promedio de Tiraspol | Parámetros climáticos promedio de Tiraspol |
| Mes                                        | Ene.                                       | Feb.                                       | Mar.                                       | Abr.                                       | May.                                       | Jun.                                       | Jul.                                       | Ago.                                       | Sep.                                       | Oct.                                       | Nov.                                       | Dic.                                       | Anual                                      |
| ------------------------------------------ | ------------------------------------------ | ------------------------------------------ | ------------------------------------------ | ------------------------------------------ | ------------------------------------------ | ------------------------------------------ | ------------------------------------------ | ------------------------------------------ | ------------------------------------------ | ------------------------------------------ | ------------------------------------------ | ------------------------------------------ | ------------------------------------------ |
| Temp. máx. media (°C)                      | 0.7                                        | 2.3                                        | 7.8                                        | 16.5                                       | 22.5                                       | 25.8                                       | 27.4                                       | 27.3                                       | 23.0                                       | 16.1                                       | 8.6                                        | 3.3                                        | 15.1                                       |
| Temp. mín. media (°C)                      | -6.1                                       | -4.3                                       | -0.7                                       | 5.1                                        | 10.3                                       | 13.8                                       | 15.5                                       | 14.7                                       | 10.3                                       | 5.3                                        | 1.3                                        | -2.8                                       | 5.2                                        |
| Precipitación total (mm)                   | 33                                         | 35                                         | 28                                         | 35                                         | 52                                         | 72                                         | 63                                         | 49                                         | 38                                         | 26                                         | 36                                         | 38                                         | 495                                        |
| Días de precipitaciones (≥ 1 mm)           | 11                                         | 11                                         | 9                                          | 10                                         | 11                                         | 11                                         | 10                                         | 7                                          | 7                                          | 7                                          | 11                                         | 11                                         | 116                                        |
| Fuente: World Weather Information Service  |                                            |                                            |                                            |                                            |                                            |                                            |                                            |                                            |                                            |                                            |                                            |                                            |                                            |

## Demografía

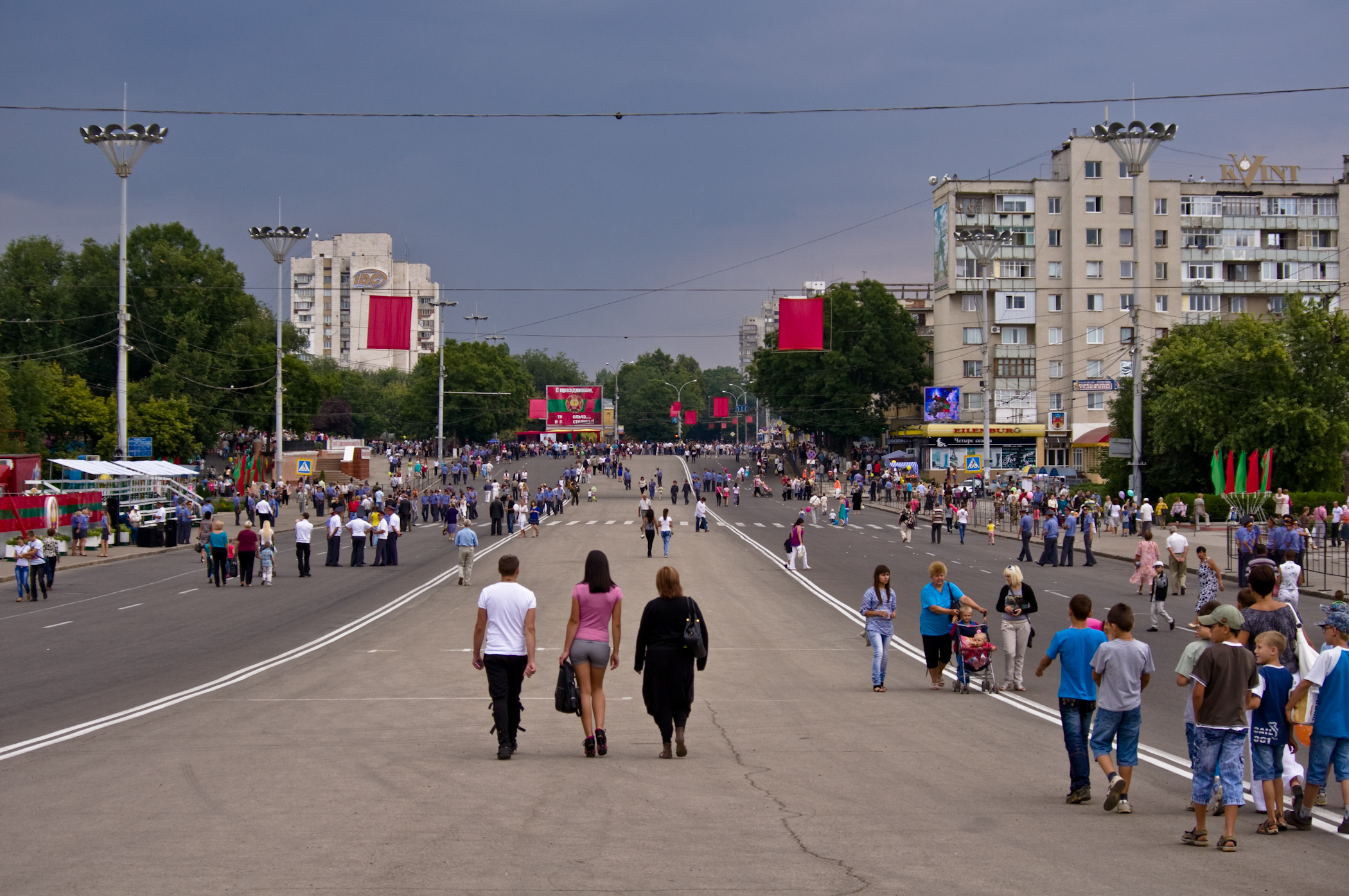
Plaza Suvorov, en el centro de Tiráspol, después de un desfile.

La ciudad de Tiráspol tenía en 1989 una población de alrededor de 190 000 personas. Se ha estimado que después del crecimiento a principios de los años 1990, la población de la ciudad cayó por debajo del nivel de 1989. Después del conflicto transnistrio, la población moldava de la ciudad ha caído hasta alrededor del 13%. 
Tiráspol es, actualmente, la segunda ciudad más grande en Moldavia después de Chisináu y la más poblada de la región del Transnistria. De acuerdo con el censo realizado por el DMR en noviembre de 2004, la población de Tiráspol era de 159 163 habitantes, de las cuales la población urbana era de 158 069 habitantes y la población rural era de 1094 personas (incluyendo a los residentes de la aldea de Kremenchug, situado en la orilla derecha del Dniéster, pero administrativamente subordinados a la administración estatal de Tiráspol). En el censo se registraron 72 240 hombres (45,4%) y 86 923 mujeres (54,6%).
Debido a la densidad de población relativamente alta en el sur de Transnistria y la virtual ausencia de límites entre Tiráspol y los asentamientos de los alrededores es apropiado hablar de la aglomeración de Tiráspol-Bender, con una población de alrededor de 350 000 personas. En el sur de Tiráspol se encuentra la localidad de Sucleia, que en realidad se fusionó con la Tiráspol en la década de 1980 y donde viven alrededor de 10 000 habitantes. Es tal la cercanía que incluso la gente no siempre es capaz de determinar dónde está el límite de Tiráspol y donde comienza Sucleia.
Tiráspol y Bender, por su parte, constituye una aglomeración urbana que comparte industria, transporte e importantes lazos culturales. Son, además, las grandes ciudades de Transnistria.
La composición étnica de Tiráspol, de acuerdo con el censo de 2004, se caracteriza por el predominio de rusos (41,6%), ucranianos (33,0%), rumanos (15,2%) y otras nacionalidades, entre las que se incluyen gagauzos, búlgaros, bielorrusos, judíos y armenios, (10,2%). 
De acuerdo con los datos del censo, el 90,4% de los residentes han tomado la ciudadanía de la Transnistria, mientras que al mismo tiempo, algunos de ellos son ciudadanos de los siguientes países: República de Moldavia, con un 16,2%; Rusia, con el 16,1%; y Ucrania, con el 12,4%.
center
| Gráfica de evolución demográfica de Tiráspol entre 1795 y 2014 |
|                                                                |
| Fuente ISTAT                                                   |

## Cultura

### Monumentos
La estatua de Aleksandr Suvórov fue erigida en la plaza central en 1979 en conmemoración de su 250 aniversario. Frente al edificio del gobierno de Transnistria hay una estatua de Vladimir Lenin. En el lado opuesto de la plaza central, la plaza cuenta con un monumento soviético, un tanque T-34, en conmemoración de la victoria soviética en la Segunda Guerra Mundial, una llama eterna a los que cayeron defendiendo la ciudad en 1941 y liberándola en 1944, así como varios monumentos dedicados a los conflictos más recientes, incluyendo la guerra soviética en Afganistán y la Guerra de Transnistria.

### Iglesias
- Catedral de la Natividad, la mayor y más reciente iglesia ortodoxa de la ciudad.

## Transporte

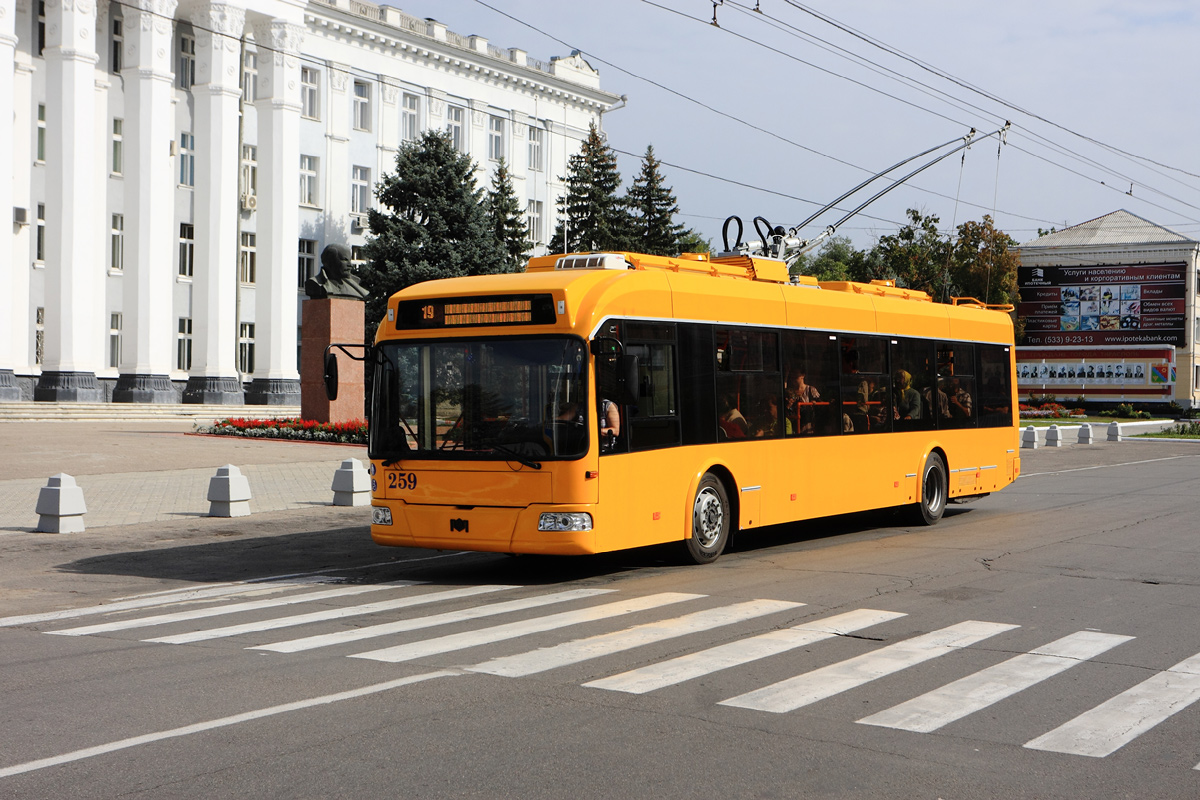
Un moderno trolebús ACSM-321 en Tiráspol.

Una forma de transporte público muy utilizada en Tiráspol es el trolebús, que apareció en 1967. Desde 1993, Tiráspol está conectado a Bender mediante una línea de trolebús. La longitud de la línea Tiráspol - Bender es de 13,3 km. A partir de 2012, la longitud de las líneas internas es de más de 70 km. La ciudad cuenta con nueve rutas urbanas de trolebús y entre su flota se encuentran 17 trolebuses ZiU-682, seis ACSM-321, cinco MAZ-103T y dos trolley ACSM-420.
Hasta 1967, los autobuses eran el único tipo de transporte urbano en Tiráspol. Luego, con el desarrollo de una red de rutas de trolebuses y con la llegada del taxi, las líneas de autobuses se redujeron. A principios de la década de 1990, en las zonas urbanas operaban las rutas 3, 4, 6, 7, 9 y 11, pero a finales de la década se produjo la retirada de varias líneas debido al deterioro de la flota de autobuses. En 2012, se decidió restaurar algunas rutas de autobús debido a la adquisición de nuevo material rodante. Actualmente los autobuses MAZ-206 efectúan la ruta interurbana 9 (Tirotex - Distrito Oeste) y 11 (Tirotex - Granja Media), así como la ruta 19 de larga distancia (Tiráspol - Bender).

### Ferrocarril

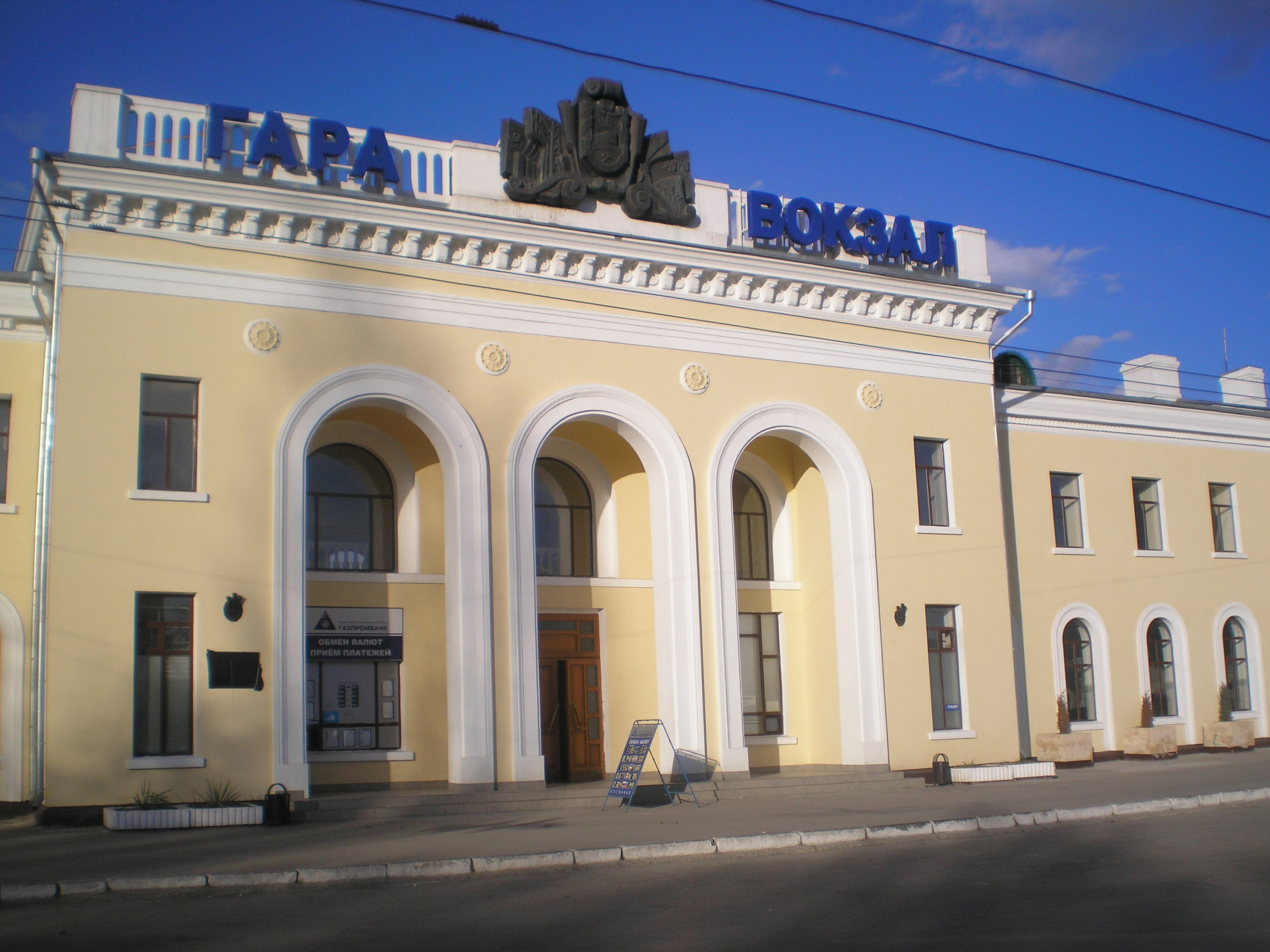
Estación de Tiráspol.

En 1846 un ingeniero belga comenzó a desarrollar un proyecto inicial de la vía férrea entre Odessa, Tiráspol y Parcani. A partir de la segunda mitad de 1860 se inicia la construcción de un ferrocarril a Tiráspol. En 1867, el ferrocarril fue construido a partir de la estación independiente de Tiráspol y así se convirtió en la primera ciudad de la región, junto con la ruta directa a Odesa.
A comienzos del siglo XX el tráfico de pasajeros por ferrocarril se estaba convirtiendo cada vez más importante en la región. A través de Odesa, Chisináu y Tiráspol discurrían trenes de diferentes clases, de correo, de carga y de pasajeros. En abril de 1944 la estación de tren de Tiráspol fue quemada por los nazis en retirada.
Antes de 1992, la estación gestionaba más de 30 trenes por día. Debido a las relaciones inestables entre las estructuras ferroviarias de Moldavia y Transnistria, desde 2006 hasta el año pasado sólo había en la estación de tren Tiráspol una línea, la de Moscú-Chisináu, y en los meses de verano Sarátov-Varna. El 1 de octubre de 2010 se reanudó el funcionamiento de la línea 641/642 Chisináu-Odesa.

## Deporte
El FC Sheriff Tiraspol y el FC Tiraspol son los clubes más exitosos del fútbol de Transnistria. El Sheriff ha ganado todos los títulos de la liga moldava desde la temporada 2000-2001 y seis Copas de Moldavia. Un tercer club, el CS Tiligul-Tiras Tiraspol, se retiró de la competición antes de la temporada 2009-2010. Tiráspol es sede del estadio Sheriff, el estadio de mayor capacidad en la región, con una capacidad de 14.300 espectadores sentados.